# کریگ رابینسون
کریگ فیلیپ رابینسون (زاده ۲۵ اکتبر ۱۹۷۱) یک بازیگر، کمدین و خوانندهء آمریکایی است. وی در فیلمهایی همچون پاین اپل اکسپرس، این پایان است، جکوزی ماشین زمان، دختران تراژدی و پاین‌اپل اکسپرس، اجناس و سریال های اداره و بروکلین نه نه و آقای ربات بازی کرده‌است.
وی در شیکاگو، ایلی‌نوی از یک مادر معلم موسیقی و یک پدر وکیل زاده شده‌است.